# Bordeluche

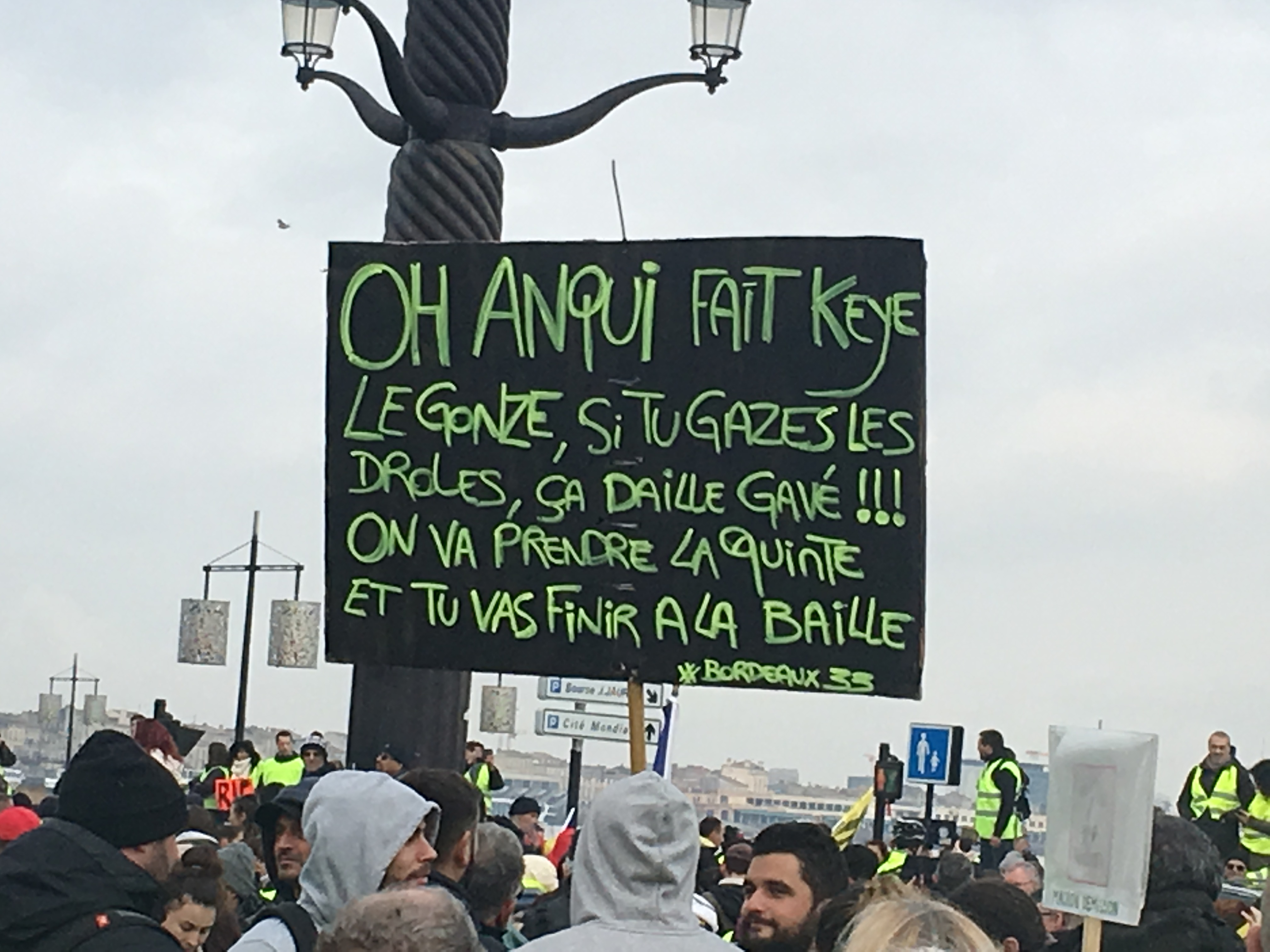
Image du 12 janvier 2019, montrant un panneau en bordeluche lors d'une manifestation.

Le bordeluche est un registre de langue autrefois très usité à Bordeaux. Il a perdu un peu de terrain, mais beaucoup de Bordelais emploient des mots spécifiques à leur région, sans le savoir. Il a laissé des traces dans la langue quotidienne, autant dans le vocabulaire que la prononciation ou l'accent.

## Origine
Il dérive directement du gascon, langue vernaculaire de la Gascogne (triangle Garonne/Gironde, Pyrénées, Océan), mais il inclut aussi quelques mots saintongeais ou espagnols,.
Contrairement au français et à l'espagnol, le gascon a évolué en dehors des institutions étatiques pendant des siècles. Les langues officielles ont été institutionnalisées, uniformisées et normalisées. Cela n'a jamais été le cas pour le gascon. Aucun pouvoir ne fut suffisamment pérenne en Gascogne, et aucune centralité suffisamment solide ne s'est dégagée au cours de l'histoire pour imposer une norme linguistique. Par conséquent, le gascon n'est pas une langue dont les contours sont parfaitement définis mais une mosaïque de dialectes ayant une base commune, des variations locales façonnées au gré des influences du territoire. Le bordeluche en est la variante dans le bordelais.
On retrouve dans le bordeluche, comme dans tous les autres dialectes régionaux, beaucoup de mots liés aux activités de la région : viticulture, pêche, chasse, vocabulaire des ostréiculteurs du bassin d'Arcachon, des gemmeurs des Landes et autres.

## Caractéristiques
Quelques caractéristiques ayant un impact sur le langage courant :
- beaucoup de mots et de sonorités[pas clair] proviennent directement du gascon
- prononciation des lettres généralement muettes en fin de mot, comme le « t » (par exemple: Pignot, Hapchot…)
- accentuation forte des « s » finaux (moinss au lieu de moin[s])
- mots commençant par « es- »[3] (esquelette, s'esfrédir « attraper froid »)
- les « x » se prononcent « ss » (par exemple Morcenx, Croix d'Hinx…)
- une prononciation /ajə/ des « aye » (typiquement Blaye ou Hendaye pour les plus connus)

## Lieux emblématiques
- Place Caju : Abréviation de la « place Camille-Jullian »
- Le Ferret : « Le Cap Ferret »
- Aller à Chaban : « aller au stade Chaban-Delmas »
- Être à Pey Ber : « Être sur la place Pey-Berland »

## Mots emblématiques
- andorde f. « lien en osier » (latin intorta)
- androne f. « cour étroite, venelle »
- Anqui ! | Enki Onomatopée familière synonyme de « Oh la la !, mince, flûte »
- argagnes f. pl. « menstruations »
- avoir la baragane « être en érection »
- avoir la quinte exp. « être dégoûté »
- bader v. « Rester bouche bée »
- la baye, baille f. « eau » (tomber à la baye = tomber à l'eau)
- biganon m. « sarcelle d’hiver »
- bisoucayre /bizukajʁə/ adj. « qui aime les bisous »
- blagasse comme l'agasse « bavard comme une pie »
- blanquignous adj. « pâle »
- bouffiole f. « piqure d'insecte »
- bourrier m. « détritus », « décharge d'ordures »
- brande f. « bruyère à balais »
- à toute bringue « vite » équivalent « à toute berzingue »
- cacugne f. « vieille voiture »
- cagouille f. « escargot » (mot saintongeais)
- cailler v. « faire froid » (ça caille, il caille = il fait froid)
- carbouille f. « suie »
- castagne f. « bagarre »
- castapiane f. « crise d'urticaire » (à l'origine blennoragie)
- carasson m. « piquet de vigne »
- cince f. « serpillière »
- chocolatine f. « pain au chocolat » (dans d'autres régions)
- créac m. « esturgeon »
- dailler v. « importuner », « embêter » (Ça daille exp. « ça m’embête » de façon plus familière « ça me soûle »)
- décaniller v. « faire tomber », « aller vite », « s'enfuir », « frapper »
- drole (avec le o ouvert) m. « Enfant »
- échoppe f. « maison de ville sans étage »
- s'escaner v. « s'étouffer »
- Être au pit « être aux aguets »
- faire "key" v. « Faire attention, faire gaffe »
- feignas /fɛɲas/ adj. « paresseux »
- gavache « charentais »
- gavé adv. « beaucoup, trop, très, énormément... »
- (grande) gigasse f. « grande femme »
- Gnaquer v. « mordre »
- grignechiche « de mauvaise humeur »
- gueille f. « chiffon, habit de peu de valeur » ; (cf. français guenille)
- gueillous f. « chiffonnier » ; et par analogie celui qui récupère tout : « ça peut servir »
- guingaçon m. « clou » (semence de tapissier)
- jaugue f. « ajoncs » (prononcer jaougue)
- une lagagne f. « chassie au coin de l’œil » (espagnol) ; lagagnous adj.
- le maille m. « Le travail, le boulot »
- mangane m. « voyou »
- un Michel Morin, un bricoleur capable de tout réparer
- une mounaque f. « poupée de chiffon » (espagnol)
- mouquire f. « morve »
- parpaille f. « papillon de nuit »
- prendre la quinte « s'énerver, se vexer, prendre la mouche »
- Prendre un pet « prendre un coup »
- pibale f. « civelle »
- pigasse f. « tache de rousseur » ; pigassous adj. (cf. figue)
- pichadey adj. « du libournais viticole »
- Serrer v. « ranger » (je ne sais pas où je l'ai serré = je ne sais pas où je l'ai mis)
- souillarde f. « renfoncement des anciennes cuisines ou se trouvait l'évier et la poubelle, on y accrochait aussi les poêles et autres récipients de cuisson qui n'étaient pas rangés dans des placards. »
- tignous adj. « vindicatif » (teigneux)